# Komorna glazba
Komorna glazba je naziv za skladbe koje su pisane za manje instrumentalne i vokalne sastave. U njima neke dionice izvodi jedan izvođač, a svi izvođači su ravnopravni (zbog toga se postiže izvanredna zvukovna ravnoteža).
Dionice su većinom samostalne, ali zbog homofonije to tako ne zvuči. 
U širem značenju, označava manje sastave izvođača (npr. komorni orkestar) gdje pojedine dionice izvodi više izvođača.

## Povijest
Prve se komorne glazbe počinju pisati u 16. stoljeću, dok se u baroku počinje više razvijati kao glazba za tadašnji dvor. Najveći vrhunac komorna je glazba doživjela za vrijeme Bečke klasike i Wolfganga Amadeusa Mozarta, koji je napisao najveći broj takvih djela. 
Komorna se glazba piše i u sadašnjosti.

## Vrste
Vrste i nazivi skladba dijele se po broju članova sastava:
- duo (2)
- trio (3)
- kvartet (4)
- kvintet (5)
- sekstet (6)
- septet (7)
- oktet (8)

## Poznati skladatelji
- Wolfgang Amadeus Mozart
- Ludwig van Beethoven
- Joseph Haydn

## Manifestacije komorne glazbe
- Zagreb Kom

- MAGfestival

## Ostali pojmovi
Kvartet za limene puhače (limena puhaća glazbala), Kvartet za drvene puhače (drvena puhaća glazbala), Cantus Ansambl, Zagrebački gitarski trio, Zagrebački kvartet saksofona, Zagrebački puhački trio, Zagrebački kvartet, Varaždinski komorni orkestar, Zadarski komorni orkestar, Mješoviti zbor HRT, Zagrebački solisti, Splitski komorni orkestar, Hrvatski komorni orkestar, Antiphonus, ZOOV-COOL